# Marie-Thérèse Walter
Marie-Thérèse Walter (Le Perreux-sur-Marne, Frankrijk 13 juli 1909 – Juan-les-Pins, 20 oktober 1977) was vriendin en muze van Pablo Picasso en moeder van hun dochter Maya.